# Вествју (Флорида)
Вествју (енгл. Westview) насељено је место без административног статуса у америчкој савезној држави Флорида.

## Демографија
По попису из 2010. године број становника је 9.650, што је 42 (-0,4%) становника мање него 2000. године.
| Група             | 2000.         | 2010.         |
| Белци             | 381 (3,9%)    | 226 (2,3%)    |
| Афроамериканци    | 7.330 (75,6%) | 6.706 (69,5%) |
| Азијати           | 40 (0,4%)     | 18 (0,2%)     |
| Хиспаноамериканци | 1.915 (19,8%) | 2.859 (29,6%) |
| Укупно            | 9.692         | 9.650         |